# 両対数グラフ

両対数グラフの例
が直線になっていること、対数目盛の数値の取り方に注意

両対数グラフ（りょうたいすうグラフ、log–log graph）とは、グラフの両方の軸が対数スケールになっているグラフである。極端に範囲の広いデータを扱える。

## 冪関数
冪関数
{\displaystyle y=ax^{n}}
を考える。a 、n は定数である。両辺の対数を取ると
{\displaystyle \log y=n\log x+\log a}
となる。したがってこれを両対数グラフで表す、すなわち横軸を log x に、縦軸を log y に取ると、このグラフは直線になる。対数の底には任意の正数を使っても底の変換をすることにより本質的な違いは生じないが、通常10を底とし常用対数を使うことが多い。
冪関数に従う実験データから回帰分析で定数a 、n を求めるとき、冪関数のままだと非線形回帰となるが、対数をとることで線形回帰として扱うことができ、解析が非常に簡単になる。

## 例
流体力学で使われるムーディー線図は横軸が103から108の範囲となり、縦軸も最小値と最大値に10倍以上の開きがあるため、通常は両対数グラフで表示される。